# 산크리스토발산

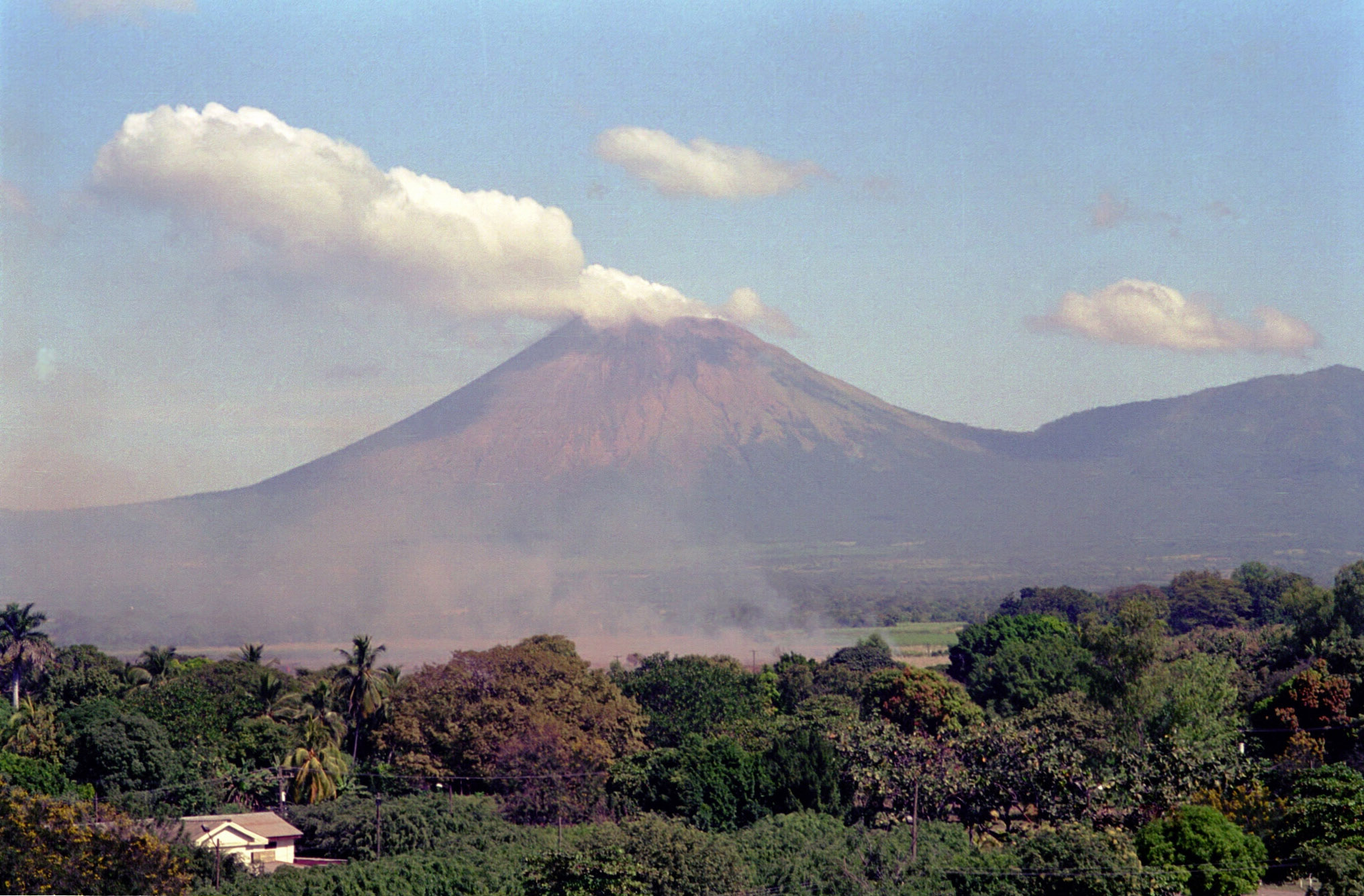

산크리스토발산(스페인어: Volcán San Cristóbal)은 니카라과에 있는 활화산으로, 니카라과의 모든 화산 중에서 가장 높은 봉우리다. 이 화산은 성층 화산으로, 몇주일 전에 거대한 분화를 일으켰다. 그래서 사람들이 대피하는 소동이 벌어졌다.